# Lelapiellidae
Lelapiellidae is een familie van sponsdieren uit de klasse van de Calcarea (kalksponzen).

## Geslacht
- Lelapiella Vacelet, 1977